# Pavel Wohl
Pavel Wohl (* 5. ledna 1942 Praha) je bývalý československý hokejista, hrající na postu brankáře. Po skončení aktivní hráčské činnosti se stal trenérem.
Ve funkci trenéra dosáhl větší úspěchy než během aktivní hráčské činnosti. V letech 1982 a 1985 se s klubem SB Rosenheim stal dvojnásobným mistrem Německa. Třetí titul dosáhl krátce po rozdělení Československa v posledním ročníku federální ligy v roce 1993 se Spartou Praha. V letech 1989 a 1990 získal s reprezentací Československa dvě bronzové medaile z mistrovství světa a dvě z mistrovství Evropy.
V roce 2012 byl uveden do Síně slávy českého hokeje.